# Noël Vande Velde
Noel Vande Velde est un footballeur belge né le 14 mars 1940. Il évoluait comme défenseur.
Selon les sources des variations (en un seul tenant, trois mots) dans l’orthographe peuvent entraîner des erreurs, des confusions. De source flandrienne récente, le nom de ce joueur s’écrit en deux mots .

## Biographie
Noël Vande Velde est transféré à La Gantoise en 1963 et y évolue cinq saisons. Quand le club est relégué en Division 2, il rejoint ensuite les rangs de St-Niklaasse SK qui joue aussi au 2e niveau.

## Palmarès
ARA La Gantoise
- Coupe de Belgique (1) :
  - Vainqueur : 1963-64.